# Carter Ashton
Carter Ashton (* 1. April 1991 in Winnipeg, Manitoba) ist ein kanadischer Eishockeyspieler, der zuletzt bis zum Ende der Saison 2023/24 bei Leksands IF aus der Svenska Hockeyligan (SHL) unter Vertrag gestanden und dort auf der Position des rechten Flügelstürmers gespielt hat. Zuvor war Ashton unter anderem für die Toronto Maple Leafs aktiv, für die er insgesamt 54 Partien in der National Hockey League (NHL) bestritt. Sein Vater Brent Ashton war ebenfalls professioneller Eishockeyspieler.

## Karriere

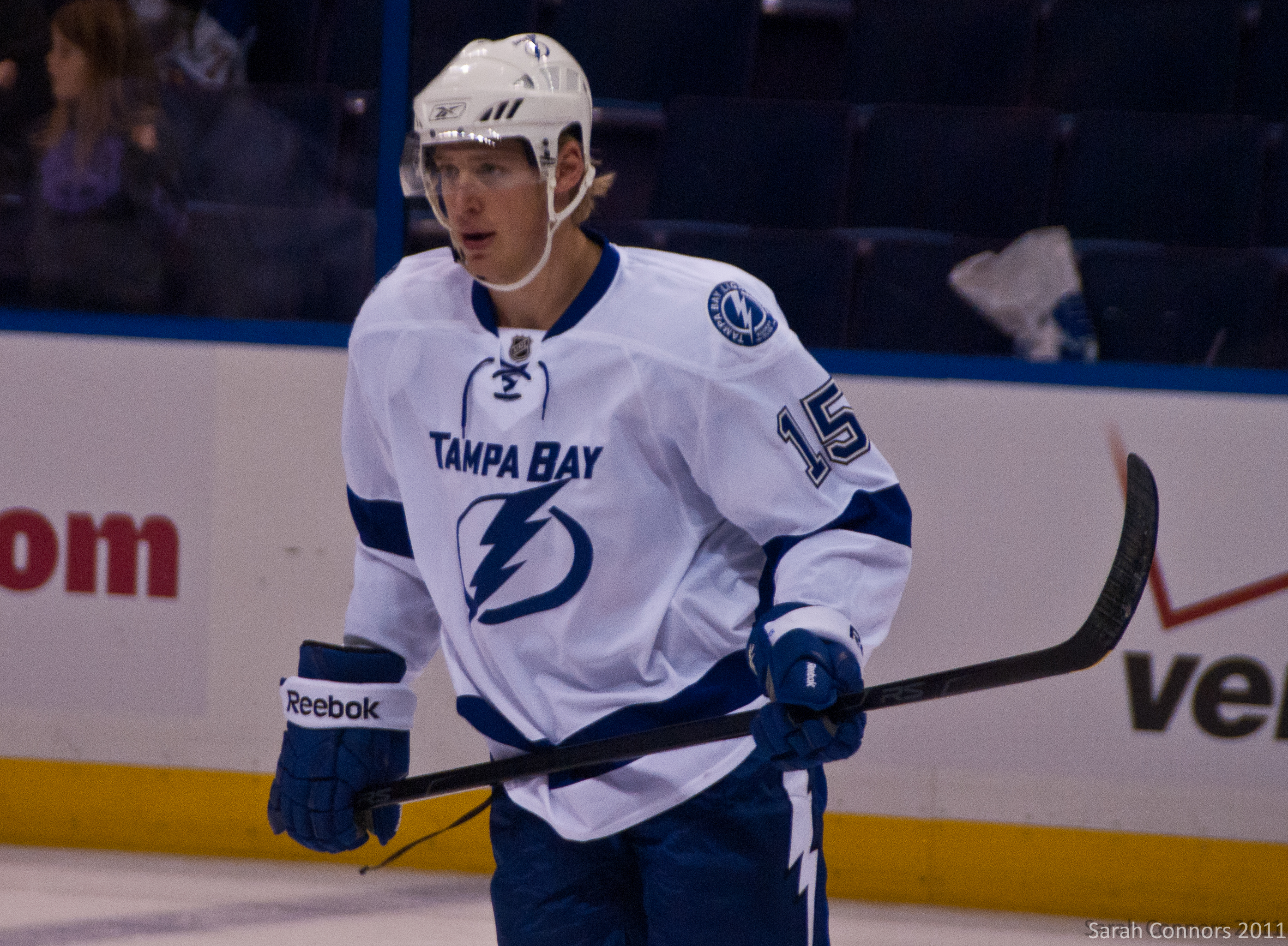
Ashton im Trikot der Tampa Bay Lightning

Carter Ashton begann seine Karriere als Eishockeyspieler bei den Saskatoon Contacts, für die er in der Saison 2006/07 in der unterklassigen kanadischen Juniorenliga SMHL aktiv war, ehe er gegen Ende der Spielzeit erstmals für die Lethbridge Hurricanes aus der Top-Juniorenliga Western Hockey League (WHL) auflief. In den folgenden vier Jahren stand der Flügelspieler in der WHL für die Lethbridge Hurricanes sowie die Regina Pats und Tri-City Americans auf dem Eis. In diesem Zeitraum wurde er im NHL Entry Draft 2009 in der ersten Runde als insgesamt 29. Spieler von den Tampa Bay Lightning ausgewählt, für deren Farmteam Norfolk Admirals aus der American Hockey League (AHL) er während der Saison 2009/10 parallel sein Debüt im Seniorenbereich gab. Auch während der Playoffs der Saison 2010/11 wurde er kurzfristig in das AHL-Team der Admirals berufen.
Nachdem Ashton die Saison 2011/12 erneut bei den Norfolk Admirals in der AHL begonnen hatte, wurde er im Februar 2012 von Tampa Bay im Tausch gegen Keith Aulie an die Toronto Maple Leafs abgegeben, bei denen er anschließend sein Debüt in der National Hockey League (NHL) gab. Bis Saisonende kam er in 15 NHL-Partien zum Einsatz, bei denen er allerdings punktlos blieb. Zudem lief er parallel für das AHL-Farmteam der Maple Leafs, die Toronto Marlies, auf. Auch in den folgenden Spielzeiten wechselte Ashton regelmäßig zwischen AHL und NHL.
Im Februar 2015, 3 Jahre nach seinem Wechsel zu den Maple Leafs, trat der Flügelspieler den entgegengesetzten Weg an und wurde samt David Broll zurück an die Tampa Bay Lightning abgegeben, die im Gegenzug ein Siebtrunden-Wahlrecht für den NHL Entry Draft 2016 nach Toronto transferierten. Bis zum Saisonende kam er ausschließlich bei den Syracuse Crunch zum Einsatz, ehe er sich im Juli 2015 Torpedo Nischni Nowgorod aus der Kontinentalen Hockey-Liga (KHL) anschloss. Bei Torpedo erzielte er in den 51 Scorerpunkte in 119 KHL-Partien, ehe er im Juni 2017 innerhalb der KHL zum HK Lada Toljatti wechselte.
In der Saison 2018/19 stand er bei Sewerstal Tscherepowez unter Vertrag, absolvierte jedoch nur 36 Spiele für den Klub und verließ den Verein im Februar 2019. Im Mai 2019 wurde er von Dinamo Riga verpflichtet und erzielt 25 Scorerpunkte in 62 Spielen für den lettischen KHL-Klub. Anschließend war er vereinslos, ehe er im Dezember 2020 von Leksands IF aus der Svenska Hockeyligan (SHL) verpflichtet wurde. Dort verbrachte der Kanadier vier Spielzeiten bis zum Ende der Saison 2023/24.

### International
Für Kanada nahm Ashton an der U20-Junioren-Weltmeisterschaft 2011 teil, bei der er mit seiner Mannschaft die Silbermedaille gewann.

## Erfolge und Auszeichnungen
- 2008 Bronzemedaille bei World U-17 Hockey Challenge
- 2009 Goldmedaille beim Ivan Hlinka Memorial Tournament
- 2011 Silbermedaille bei der U20-Junioren-Weltmeisterschaft

## Karrierestatistik
Stand: Ende der Saison 2023/24

### International
Vertrat Kanada bei:
- World U-17 Hockey Challenge 2008
- Ivan Hlinka Memorial Tournament 2009
- U20-Junioren-Weltmeisterschaft 2011

(Legende zur Spielerstatistik: Sp oder GP = absolvierte Spiele; T oder G = erzielte Tore; V oder A = erzielte Assists; Pkt oder Pts = erzielte Scorerpunkte; SM oder PIM = erhaltene Strafminuten; +/− = Plus/Minus-Bilanz; PP = erzielte Überzahltore; SH = erzielte Unterzahltore; GW = erzielte Siegtore; 1 Play-downs/Relegation; Kursiv: Statistik nicht vollständig)